# Super Spike V'Ball/Nintendo World Cup
Super Spike V'Ball/Nintendo World Cup är ett Nintendo Entertainment System multicart som kombinerar två spel: 
- Super Spike V'Ball
- Nintendo World Cup